# Rezolucja Rady Bezpieczeństwa ONZ nr 261
Rezolucja Rady Bezpieczeństwa ONZ nr 261 została przyjęta jednomyślnie 10 grudnia 1968 r.
Rada potwierdziła swoje poprzednie rezolucje w kwestii cypryjskiej oraz przedłużyła mandat Sił Pokojowych ONZ na Cyprze na kolejne miesiące, do dnia 15 czerwca 1969 r.
Rada wezwała również wszystkie zaangażowane strony do dalszego działania z największą powściągliwością oraz pełną współpracę z siłami pokojowymi.